# Pilgrims Progress
Pilgrims Progress è il quarto album in studio della band britannica dei Kula Shaker, pubblicato il 28 giugno 2010 in tre diverse versioni: standard, deluxe e super deluxe. Quest'ultima versione comprende un vinile dell'album e una maglietta ed è stata stampata in sole 300 copie autografate da Chris Hopewell, l'artista che ha ideato la copertina. 
Il primo singolo estratto dall'album fu Peter Pan R.I.P, il cui download fu reso disponibile in formato MP3 sul sito della band il 22 aprile 2010.
Nella versione italiana dell'album risultano elencate 3 bonus track, non presenti nel CD (14-Space Caravan; 15-High in a Heaven; 16-Sweet Sympathy).

## Tracce
Testi e musiche di Crispian Mills e Alonza Bevan.
1. Peter Pan R.I.P – 3:33
2. Ophelia – 3:07
3. Modern Blues – 3:46
4. Only Love – 3:12
5. All Dressed Up (and Ready to Fall in Love) – 3:30
6. Cavalry – 2:02
7. Ruby – 3:06
8. Figure It Out – 3:32
9. Barbara Ella – 3:44
10. When a Brave Needs a Maid – 2:42
11. To Wait Till I Come – 2:57
12. Winter's Call – 6:29

### Versione deluxe con CD bonus: Lost and Proud
1. Intro – 0:32
2. Sister Breeze – 3:06
3. High in a Heaven – 4:12
4. Space Caravan – 2:52
5. Let It In [Demo] – 3:53
6. Light Years Ahead of Our Time [Demo] – 3:22
7. The Phantom – 2:38
8. Witches & Wine [Demo] – 2:46
9. Sweet Sympathy – 3:14
10. Peter Pan R.I.P [video]

### Edizione giapponese
1. Peter Pan R.I.P – 3:33
2. Figure It Out – 3:32
3. Ophelia – 3:07
4. Modern Blues – 3:46
5. All Dressed Up (and Ready to Fall in Love) – 3:30
6. Ruby – 3:06
7. Only Love – 3:12
8. Barbara Ella – 3:44
9. Cavalry – 2:02
10. When a Brave Needs a Maid – 2:42
11. To Wait Till I Come – 2:57
12. Winter's Call – 6:29
13. Interlude – 0:32
14. Space Caravan – 2:52
15. High in a Heaven – 4:12
16. Sweet Sympathy – 3:14